# دانشنامه ملی تاجیک
دانشنامهٔ ملّی تاجیک نام دانشنامهٔ ملی در کشور تاجیکستان است. نگارش این دانشنامه از سال ۲۰۰۸ میلادی در تاجیکستان آغاز شده‌است. جلد یکم دانشنامهٔ ملّی تاجیک با شمارگان ۵ هزار نسخه با صرف ۳۵۰ هزار سامانی در شهر آلماتی قزاقستان چاپ شده‌است.
این دانشنامه ۳٬۲۰۰ مقاله دارد که به قلم ۶۵۰ نویسنده نوشته شده‌است. جلد یکم این دانشنامه از حرف «А» آغاز شده، با واژهٔ «اساس» این حرف پایان یافته‌است.

## مندرجات
دانشنامهٔ ملی تاجیک جنبهٔ علمی و عمومی دارد و نخستین دانشنامهٔ ملی این کشور است. در فهرست در دانشنامهٔ ملی تاجیک مقاله‌هایی دربارهٔ تاریخ کشور تاجیکستان، علم، اقتصاد، فرهنگ، ادبیات و صنعت، عرف و عادت، مراسم‌ها، حیات و فعالیت شخصیت‌های بزرگ، خادمان معروف جمعیت، نمایندگان علم و معرفت، ادیبان هنرمندان و صنعتکاران معروف درج شده‌اند. همچنین بخشی از مطالب مرتبط به تاریخ جهان، مهم‌ترین دستاوردهای علم و فرهنگ جهانی، حیات و کار و پیکار نابغگان جهانی، آورده شده‌اند.